# Arturo Lewinger
Arturo Lewinger (Argentina, 21 de abril de 1940 – Mar del Plata, provincia de Buenos Aires, Argentina, 25 de mayo de 1975) fue político y guerrillero que se inició en la actividad política en el Partido Socialista Argentino, ingresó posteriormente en la organización guerrillera Fuerzas Armadas Revolucionarias y después de su fusión con Montoneros se convirtió en dirigente nacional de esta última. Su familia, que eran judíos no religiosos, había llegado al país en 1937. Apodado El Ruso, Chacho o Chachoski, usó el nombre de guerra Felipe. En 1962 se casó con Eva Gruszka, con quien tuvo un hijo y murió al atacar una comisaría donde había compañeros detenidos.

## Primeros años
Se recibió en la Escuela Técnica Otto Krause de maestro mayor de obras e inició estudios de arquitectura en la Facultad de Arquitectura de la Universidad de Buenos Aires y luego pasó a estudiar historia en la Facultad de Humanidades de la Universidad Nacional de La Plata, si bien no los terminó por su dedicación a la actividad política. 

## Actividad política
Militó inicialmente en el Partido Socialista Argentino orientado por Alfredo Palacios y luego en el Movimiento de Izquierda Revolucionario Praxis (MIR-P) fundado por Silvio Frondizi. 
Al mismo tiempo que va adquiriendo su formación teórica marxista, realizó actividad política en villas y fábricas del Gran Buenos Aires. Al comienzo de la década de 1960 la posición a tomar por influjo de la Revolución Cubana provoca la división del MIR-P en varios grupos, y Lewinger se ubica en 1964 en el denominado Tercer Movimiento Histórico (3MH) junto con otros militantes entre los cuales estaban Jorge Bolívar, Jorge Castro, Aldo Comotto, Jorge Lewinger, Osvaldo Acosta, Juan Carlos Gallegos, Enrique Ninn, Humberto D’Ippolito, Jorge Diamand, Luis Piriz y Alberto Ferrari Etcheverry, encarado como movimiento superador del yrigoyenismo y el peronismo. Ese grupo de unos veinte expraxistas difundió en 1964 el documento, que pretendía ser fundacional, Del peronismo al tercer movimiento histórico con el que intentaban cumplir un papel similar al que había tenido FORJA; el análisis partía de la concepción de Silvio Frondizi de unidad del proceso histórico mundial, tomando primero el campo internacional y después la situación nacional, esto es en sentido inverso con el método que más adelante utilizó Carlos Olmedo en las FAR. El texto profundizó el viraje discursivo eliminando las categorías y citas explícitamente marxistas aunque manteniendo el análisis materialista dialéctico, y en este sentido, como sujetos políticos que debían analizarse en primer lugar aparecen tres actores (no clases): el movimiento popular, los militares y la nueva generación. 
La propuesta consistía en la creación de un nuevo movimiento histórico popular que continuara -y superara- al peronismo.
Lewinger viajó con Piriz a Cuba el 13 de septiembre de 1967 y allí recibió entrenamiento militar, se vinculó con John William Cooke y Carlos Olmedo y participó del proyecto de guerrilla boliviana del Che Guevara.
A mediados de 1968 el grupo orientado por Arturo Lewinger se integró con el conducido por Olmedo y Quieto mientras se incrementaba la vinculación con las Fuerzas Armadas Peronistas y con los Tupamaros a través del dirigente Raúl Sendic. Olmedo se inclinaba por un acercamiento con el peronismo entendiendo que el Che Guevara no había logrado atraer a las clases populares de Bolivia.

## Su relación con la guerrilla
Olmedo diseñó y dirigió el ataque simultáneo en Buenos Aires el 26 de junio de 1969 a trece supermercados Minimax, cuya propiedad se atribuía a Nelson Rockefeller, quien se hallaba de visita en esa ciudad, si bien la autoría solo fue reconocida por las FAR luego de su aparición pública el 30 de julio de 1970.

## Toma de Garín
El 30 de julio de 1970, a las 13 horas, un comando de las FAR realizó su primera operación militar pública, copando la ciudad de Garín, en la zona norte del Gran Buenos Aires. Fue planificada por Roberto Quieto, Carlos Olmedo y Marcos Osatinsky y coordinada desde fuera del terreno de operaciones por Carlos Olmedo. La operación "Gabriela" incluyó el asalto a la sucursal del Banco Provincia y el copamiento de la oficina de ENTEL, la estación de ferrocarril y del destacamento de policía donde robaron armas. Duró en total unos 50 minutos, participaron alrededor de 40 guerrilleros -36 guerrilleros (12 mujeres y 24 hombres) según una de las fuentes- que se replegaron en camionetas y autos previamente robados para esa acción. Durante el hecho asesinaron a un policía.

## Actividad en Córdoba
El 29 de diciembre de 1970 un grupo de la organización asaltó la sucursal Fuerza Aérea del Banco de Córdoba en el Barrio Rosedal de la ciudad de Córdoba y en la huida fueron interceptados por la policía provincial, generándose un largo e intenso tiroteo hasta que, agotadas las municiones, los guerrilleros se entregaron. Allí fue detenido Camps junto con Alfredo Elías Kohan, Carlos Heriberto Astudillo y Marcos Osatinsky, en tanto Raquel Liliana Gelin que había sido alcanzada por una bala falleció en el camino que une Córdoba con Carlos Paz y se convirtió en la primera mujer que murió combatiendo en la guerrilla en Argentina.
Cuando las FAR se integra a Montoneros en octubre de 1973, Lewinger pasó a integrar el consejo nacional de la nueva organización, además de conducir la Regional Córdoba, con el grado de Oficial Superior. Luego dirigió la Regional La Plata que incluía todo el sur de la provincia de Buenos Aires. El 25 de mayo de 1975 atacó una comisaría de Mar del Plata para intentar liberar a los militantes Eduardo Soares y Julia Giganti y mató a un policía, pero luego es a su vez muerto por otros.
El poeta y comilitante Francisco Urondo, le dedicó el poema “A Don Arturo Lewinger, Peronista y Montonero” y el 15 de enero de 1979 su organización lo condecoró con la medalla “Al Héroe en Combate”.